# Élections générales de 1969 à Gibraltar
Les élections législatives de Gibraltar en 1969 se sont tenues en 1969 pour élire les 15 membres du parlement pour un nouveau mandat de quatre ans.

## Résultats
| Parti | Parti                                                  | Sièges | +/- |
| ----- | ------------------------------------------------------ | ------ | --- |
|       | Association pour la promotion des droits civils (AACR) | 7      | 2   |
|       | Parti de l'intégration avec la Grande-Bretagne (IWBP)  | 5      | Nv. |
|       | Groupe Isola                                           | 3      | Nv. |
| Total | Total                                                  | 15     | 4   |